# Tour of Norway 2023
Tour of Norway 2023 var den 12. udgave af det norske etapeløb Tour of Norway. Cykelløbets prolog og tre etaper havde en samlet distance på 407,6 km, og blev kørt fra 26. maj med start i Bergen til 29. maj 2023 hvor der var mål i Stavanger. Løbet var en del af UCI ProSeries 2023.

## Etaperne
| Etape    | Dato    | Start – Mål               | type             | Afstand (km) | Elevation (m) | Etapevinder        | Førende rytter |
| -------- | ------- | ------------------------- | ---------------- | ------------ | ------------- | ------------------ | -------------- |
| Prolog   | 26. maj | Bergen                    | bjergenkeltstart | 7,4          | 319 m         | Ben Tulett         | Ben Tulett     |
| 1. etape | 27. maj | Røldal – Hovden           | kuperet etape    | 85,2         | 1.463 m       | Mike Teunissen     | Ben Tulett     |
| 2. etape | 28. maj | Valle Kommune – Stavanger | kuperet etape    | 165,7        | 2.399 m       | Thibau Nys         | Ben Tulett     |
| 3. etape | 29. maj | Stavanger – Stavanger     | flad etape       | 149,3        | 1.277 m       | Alexander Kristoff | Ben Tulett     |

### Prolog
| Bergen - | bjergenkeltstart | (7,4 km) |

| \| Etaperesultat \| Etaperesultat \| Etaperesultat \| Etaperesultat \| Etaperesultat \| \| Rytter \| Rytter \| Hold \| Tid \| \| \| ------------- \| -------------------------- \| ------------------------ \| ------------- \| ------------- \| \| 1. \| Ben Tulett \| Ineos Grenadiers \| 14' 28" \| \| \| 2. \| Magnus Sheffield \| Ineos Grenadiers \| + 1" \| \| \| 3. \| Attila Valter \| Jumbo-Visma \| + 20" \| \| \| 4. \| Ådne Holter \| Uno-X Pro Cycling Team \| + 27" \| \| \| 5. \| Mathias Vacek \| Trek-Segafredo \| + 28" \| \| \| 6. \| Thibau Nys \| Trek-Segafredo \| + 30" \| \| \| 7. \| Tobias Halland Johannessen \| Uno-X Pro Cycling Team \| + 31" \| \| \| 8. \| Rune Herregodts \| Intermarché-Circus-Wanty \| + 31" \| \| \| 9. \| Marco Brenner \| Team DSM \| + 32" \| \| \| 10. \| Alexander Kamp \| Tudor Pro Cycling Team \| + 32" \| \| |                            |                          |         |
| |                            |                          |         |
| Kilde: ProCyclingStats |                            |                          |         |
| Etaperesultat |                            |                          |         |
| Rytter | Rytter                     | Hold                     | Tid     |
| 1. | Ben Tulett                 | Ineos Grenadiers         | 14' 28" |
| 2. | Magnus Sheffield           | Ineos Grenadiers         | + 1"    |
| 3. | Attila Valter              | Jumbo-Visma              | + 20"   |
| 4. | Ådne Holter                | Uno-X Pro Cycling Team   | + 27"   |
| 5. | Mathias Vacek              | Trek-Segafredo           | + 28"   |
| 6. | Thibau Nys                 | Trek-Segafredo           | + 30"   |
| 7. | Tobias Halland Johannessen | Uno-X Pro Cycling Team   | + 31"   |
| 8. | Rune Herregodts            | Intermarché-Circus-Wanty | + 31"   |
| 9. | Marco Brenner              | Team DSM                 | + 32"   |
| 10. | Alexander Kamp             | Tudor Pro Cycling Team   | + 32"   |

| \| Samlede stilling \| Samlede stilling \| Samlede stilling \| Samlede stilling \| Samlede stilling \| \| Rytter \| Rytter \| Hold \| Tid \| \| \| ---------------- \| -------------------------- \| ------------------------ \| ---------------- \| ---------------- \| \| 1. \| Ben Tulett \| Ineos Grenadiers \| 14' 28" \| \| \| 2. \| Magnus Sheffield \| Ineos Grenadiers \| + 1" \| \| \| 3. \| Attila Valter \| Jumbo-Visma \| + 20" \| \| \| 4. \| Ådne Holter \| Uno-X Pro Cycling Team \| + 27" \| \| \| 5. \| Mathias Vacek \| Trek-Segafredo \| + 28" \| \| \| 6. \| Thibau Nys \| Trek-Segafredo \| + 30" \| \| \| 7. \| Tobias Halland Johannessen \| Uno-X Pro Cycling Team \| + 31" \| \| \| 8. \| Rune Herregodts \| Intermarché-Circus-Wanty \| + 31" \| \| \| 9. \| Marco Brenner \| Team DSM \| + 32" \| \| \| 10. \| Alexander Kamp \| Tudor Pro Cycling Team \| + 32" \| \| |                            |                          |         |
| |                            |                          |         |
| Kilde: ProCyclingStats |                            |                          |         |
| Samlede stilling |                            |                          |         |
| Rytter | Rytter                     | Hold                     | Tid     |
| 1. | Ben Tulett                 | Ineos Grenadiers         | 14' 28" |
| 2. | Magnus Sheffield           | Ineos Grenadiers         | + 1"    |
| 3. | Attila Valter              | Jumbo-Visma              | + 20"   |
| 4. | Ådne Holter                | Uno-X Pro Cycling Team   | + 27"   |
| 5. | Mathias Vacek              | Trek-Segafredo           | + 28"   |
| 6. | Thibau Nys                 | Trek-Segafredo           | + 30"   |
| 7. | Tobias Halland Johannessen | Uno-X Pro Cycling Team   | + 31"   |
| 8. | Rune Herregodts            | Intermarché-Circus-Wanty | + 31"   |
| 9. | Marco Brenner              | Team DSM                 | + 32"   |
| 10. | Alexander Kamp             | Tudor Pro Cycling Team   | + 32"   |

### 1. etape
| Røldal - Hovden | kuperet etape | (85,2 km) |

| \| Etaperesultat \| Etaperesultat \| Etaperesultat \| Etaperesultat \| Etaperesultat \| \| Rytter \| Rytter \| Hold \| Tid \| \| \| ------------- \| -------------------------- \| ------------------------ \| ------------- \| ------------- \| \| 1. \| Mike Teunissen \| Intermarché-Circus-Wanty \| 1t 58' 30" \| \| \| 2. \| Tobias Lund Andresen \| Team DSM \| + 0" \| \| \| 3. \| Jordi Meeus \| Bora-Hansgrohe \| + 0" \| \| \| 4. \| Thibau Nys \| Trek-Segafredo \| + 0" \| \| \| 5. \| Alexander Kamp \| Tudor Pro Cycling Team \| + 0" \| \| \| 6. \| Tobias Halland Johannessen \| Uno-X Pro Cycling Team \| + 0" \| \| \| 7. \| Robbe Ghys \| Alpecin-Deceuninck \| + 0" \| \| \| 8. \| Magnus Sheffield \| Ineos Grenadiers \| + 0" \| \| \| 9. \| Mick van Dijke \| Jumbo-Visma \| + 0" \| \| \| 10. \| Marijn van den Berg \| EF Education-EasyPost \| + 0" \| \| |                            |                          |            |
| |                            |                          |            |
| Kilde: ProCyclingStats |                            |                          |            |
| Etaperesultat |                            |                          |            |
| Rytter | Rytter                     | Hold                     | Tid        |
| 1. | Mike Teunissen             | Intermarché-Circus-Wanty | 1t 58' 30" |
| 2. | Tobias Lund Andresen       | Team DSM                 | + 0"       |
| 3. | Jordi Meeus                | Bora-Hansgrohe           | + 0"       |
| 4. | Thibau Nys                 | Trek-Segafredo           | + 0"       |
| 5. | Alexander Kamp             | Tudor Pro Cycling Team   | + 0"       |
| 6. | Tobias Halland Johannessen | Uno-X Pro Cycling Team   | + 0"       |
| 7. | Robbe Ghys                 | Alpecin-Deceuninck       | + 0"       |
| 8. | Magnus Sheffield           | Ineos Grenadiers         | + 0"       |
| 9. | Mick van Dijke             | Jumbo-Visma              | + 0"       |
| 10. | Marijn van den Berg        | EF Education-EasyPost    | + 0"       |

| \| Samlede stilling \| Samlede stilling \| Samlede stilling \| Samlede stilling \| Samlede stilling \| \| Rytter \| Rytter \| Hold \| Tid \| \| \| ---------------- \| -------------------------- \| ------------------------ \| ---------------- \| ---------------- \| \| 1. \| Ben Tulett \| Ineos Grenadiers \| 2t 12' 58" \| \| \| 2. \| Magnus Sheffield \| Ineos Grenadiers \| + 1" \| \| \| 3. \| Attila Valter \| Jumbo-Visma \| + 20" \| \| \| 4. \| Ådne Holter \| Uno-X Pro Cycling Team \| + 27" \| \| \| 5. \| Mathias Vacek \| Trek-Segafredo \| + 28" \| \| \| 6. \| Thibau Nys \| Trek-Segafredo \| + 30" \| \| \| 7. \| Tobias Halland Johannessen \| Uno-X Pro Cycling Team \| + 31" \| \| \| 8. \| Rune Herregodts \| Intermarché-Circus-Wanty \| + 31" \| \| \| 9. \| Marco Brenner \| Team DSM \| + 32" \| \| \| 10. \| Alexander Kamp \| Tudor Pro Cycling Team \| + 32" \| \| |                            |                          |            |
| |                            |                          |            |
| Kilde: ProCyclingStats |                            |                          |            |
| Samlede stilling |                            |                          |            |
| Rytter | Rytter                     | Hold                     | Tid        |
| 1. | Ben Tulett                 | Ineos Grenadiers         | 2t 12' 58" |
| 2. | Magnus Sheffield           | Ineos Grenadiers         | + 1"       |
| 3. | Attila Valter              | Jumbo-Visma              | + 20"      |
| 4. | Ådne Holter                | Uno-X Pro Cycling Team   | + 27"      |
| 5. | Mathias Vacek              | Trek-Segafredo           | + 28"      |
| 6. | Thibau Nys                 | Trek-Segafredo           | + 30"      |
| 7. | Tobias Halland Johannessen | Uno-X Pro Cycling Team   | + 31"      |
| 8. | Rune Herregodts            | Intermarché-Circus-Wanty | + 31"      |
| 9. | Marco Brenner              | Team DSM                 | + 32"      |
| 10. | Alexander Kamp             | Tudor Pro Cycling Team   | + 32"      |

### 2. etape
| Valle Kommune - Stavanger | kuperet etape | (165,7 km) |

| \| Etaperesultat \| Etaperesultat \| Etaperesultat \| Etaperesultat \| Etaperesultat \| \| Rytter \| Rytter \| Hold \| Tid \| \| \| ------------- \| -------------------------- \| ---------------------- \| ------------- \| ------------- \| \| 1. \| Thibau Nys \| Trek-Segafredo \| 4t 18' 33" \| \| \| 2. \| Edward Planckaert \| Alpecin-Deceuninck \| + 1" \| \| \| 3. \| Ben Tulett \| Ineos Grenadiers \| + 1" \| \| \| 4. \| Mick van Dijke \| Jumbo-Visma \| + 1" \| \| \| 5. \| Tobias Halland Johannessen \| Uno-X Pro Cycling Team \| + 1" \| \| \| 6. \| Maurice Ballerstedt \| Alpecin-Deceuninck \| + 1" \| \| \| 7. \| Tobias Lund Andresen \| Team DSM \| + 1" \| \| \| 8. \| Magnus Sheffield \| Ineos Grenadiers \| + 1" \| \| \| 9. \| Ben Zwiehoff \| Bora-Hansgrohe \| + 1" \| \| \| 10. \| Jordi Meeus \| Bora-Hansgrohe \| + 5" \| \| |                            |                        |            |
| |                            |                        |            |
| Kilde: ProCyclingStats |                            |                        |            |
| Etaperesultat |                            |                        |            |
| Rytter | Rytter                     | Hold                   | Tid        |
| 1. | Thibau Nys                 | Trek-Segafredo         | 4t 18' 33" |
| 2. | Edward Planckaert          | Alpecin-Deceuninck     | + 1"       |
| 3. | Ben Tulett                 | Ineos Grenadiers       | + 1"       |
| 4. | Mick van Dijke             | Jumbo-Visma            | + 1"       |
| 5. | Tobias Halland Johannessen | Uno-X Pro Cycling Team | + 1"       |
| 6. | Maurice Ballerstedt        | Alpecin-Deceuninck     | + 1"       |
| 7. | Tobias Lund Andresen       | Team DSM               | + 1"       |
| 8. | Magnus Sheffield           | Ineos Grenadiers       | + 1"       |
| 9. | Ben Zwiehoff               | Bora-Hansgrohe         | + 1"       |
| 10. | Jordi Meeus                | Bora-Hansgrohe         | + 5"       |

| \| Samlede stilling \| Samlede stilling \| Samlede stilling \| Samlede stilling \| Samlede stilling \| \| Rytter \| Rytter \| Hold \| Tid \| \| \| ---------------- \| -------------------------- \| ------------------------ \| ---------------- \| ---------------- \| \| 1. \| Ben Tulett \| Ineos Grenadiers \| 6t 31' 28" \| \| \| 2. \| Magnus Sheffield \| Ineos Grenadiers \| + 5" \| \| \| 3. \| Thibau Nys \| Trek-Segafredo \| + 23" \| \| \| 4. \| Ådne Holter \| Uno-X Pro Cycling Team \| + 35" \| \| \| 5. \| Tobias Halland Johannessen \| Uno-X Pro Cycling Team \| + 35" \| \| \| 6. \| Mathias Vacek \| Trek-Segafredo \| + 36" \| \| \| 7. \| Ben Zwiehoff \| Bora-Hansgrohe \| + 37" \| \| \| 8. \| Rune Herregodts \| Intermarché-Circus-Wanty \| + 39" \| \| \| 9. \| Alexander Kamp \| Tudor Pro Cycling Team \| + 40" \| \| \| 10. \| Marco Brenner \| Team DSM \| + 40" \| \| |                            |                          |            |
| |                            |                          |            |
| Kilde: ProCyclingStats |                            |                          |            |
| Samlede stilling |                            |                          |            |
| Rytter | Rytter                     | Hold                     | Tid        |
| 1. | Ben Tulett                 | Ineos Grenadiers         | 6t 31' 28" |
| 2. | Magnus Sheffield           | Ineos Grenadiers         | + 5"       |
| 3. | Thibau Nys                 | Trek-Segafredo           | + 23"      |
| 4. | Ådne Holter                | Uno-X Pro Cycling Team   | + 35"      |
| 5. | Tobias Halland Johannessen | Uno-X Pro Cycling Team   | + 35"      |
| 6. | Mathias Vacek              | Trek-Segafredo           | + 36"      |
| 7. | Ben Zwiehoff               | Bora-Hansgrohe           | + 37"      |
| 8. | Rune Herregodts            | Intermarché-Circus-Wanty | + 39"      |
| 9. | Alexander Kamp             | Tudor Pro Cycling Team   | + 40"      |
| 10. | Marco Brenner              | Team DSM                 | + 40"      |

### 3. etape
| Stavanger - Stavanger | flad etape | (149,3 km) |

| \| Etaperesultat \| Etaperesultat \| Etaperesultat \| Etaperesultat \| Etaperesultat \| \| Rytter \| Rytter \| Hold \| Tid \| \| \| ------------- \| -------------------- \| ------------------------ \| ------------- \| ------------- \| \| 1. \| Alexander Kristoff \| Uno-X Pro Cycling Team \| 3t 19' 17" \| \| \| 2. \| Tobias Lund Andresen \| Team DSM \| + 0" \| \| \| 3. \| Jordi Meeus \| Bora-Hansgrohe \| + 0" \| \| \| 4. \| Madis Mihkels \| Intermarché-Circus-Wanty \| + 0" \| \| \| 5. \| Marijn van den Berg \| EF Education-EasyPost \| + 0" \| \| \| 6. \| Tim van Dijke \| Jumbo-Visma \| + 0" \| \| \| 7. \| Edward Planckaert \| Alpecin-Deceuninck \| + 0" \| \| \| 8. \| Rasmus Tiller \| Uno-X Pro Cycling Team \| + 0" \| \| \| 9. \| Thibau Nys \| Trek-Segafredo \| + 0" \| \| \| 10. \| Vito Braet \| Team Flanders-Baloise \| + 0" \| \| |                      |                          |            |
| |                      |                          |            |
| Kilde: ProCyclingStats |                      |                          |            |
| Etaperesultat |                      |                          |            |
| Rytter | Rytter               | Hold                     | Tid        |
| 1. | Alexander Kristoff   | Uno-X Pro Cycling Team   | 3t 19' 17" |
| 2. | Tobias Lund Andresen | Team DSM                 | + 0"       |
| 3. | Jordi Meeus          | Bora-Hansgrohe           | + 0"       |
| 4. | Madis Mihkels        | Intermarché-Circus-Wanty | + 0"       |
| 5. | Marijn van den Berg  | EF Education-EasyPost    | + 0"       |
| 6. | Tim van Dijke        | Jumbo-Visma              | + 0"       |
| 7. | Edward Planckaert    | Alpecin-Deceuninck       | + 0"       |
| 8. | Rasmus Tiller        | Uno-X Pro Cycling Team   | + 0"       |
| 9. | Thibau Nys           | Trek-Segafredo           | + 0"       |
| 10. | Vito Braet           | Team Flanders-Baloise    | + 0"       |

## Trøjernes fordeling gennem løbet
| Etape    |                  | Vinder _           | Samlede stilling | Pointtrøje       | Bjergtrøje       | Ungdomstrøje | Holdkonkurrence       |
| -------- | ---------------- | ------------------ | ---------------- | ---------------- | ---------------- | ------------ | --------------------- |
| Prolog   | bjergenkeltstart | Ben Tulett         | Ben Tulett       | Ben Tulett       | Ben Tulett       | Ben Tulett   | Ineos Grenadiers      |
| 1. etape | kuperet etape    | Mike Teunissen     | Ben Tulett       | Magnus Sheffield | Magnus Sheffield | Ben Tulett   | Ineos Grenadiers      |
| 2. etape | kuperet etape    | Thibau Nys         | Ben Tulett       | Thibau Nys       | Joel Nicolau     | Ben Tulett   | Ineos Grenadiers      |
| 3. etape | flad etape       | Alexander Kristoff | Ben Tulett       | Thibau Nys       | Joel Nicolau     | Ben Tulett   | EF Education-EasyPost |
| Samlet   | Samlet           |                    | Ben Tulett       | Thibau Nys       | Joel Nicolau     | Ben Tulett   | EF Education-EasyPost |

## Resultater

### Samlede stilling
| \| Samlede stilling \| Samlede stilling \| Samlede stilling \| Samlede stilling \| Samlede stilling \| \| Rytter \| Rytter \| Hold \| Tid \| \| \| ---------------- \| -------------------------- \| ------------------------ \| ---------------- \| ---------------- \| \| 1. \| Ben Tulett \| Ineos Grenadiers \| 9t 50' 45" \| \| \| 2. \| Magnus Sheffield \| Ineos Grenadiers \| + 5" \| \| \| 3. \| Thibau Nys \| Trek-Segafredo \| + 23" \| \| \| 4. \| Attila Valter \| Jumbo-Visma \| + 24" \| \| \| 5. \| Alexander Kamp \| Tudor Pro Cycling Team \| + 30" \| \| \| 6. \| Rune Herregodts \| Intermarché-Circus-Wanty \| + 31" \| \| \| 7. \| Ådne Holter \| Uno-X Pro Cycling Team \| + 31" \| \| \| 8. \| Mathias Vacek \| Trek-Segafredo \| + 32" \| \| \| 9. \| Tobias Halland Johannessen \| Uno-X Pro Cycling Team \| + 33" \| \| \| 10. \| Marco Brenner \| Team DSM \| + 36" \| \| |                            |                          |            |
| |                            |                          |            |
| Kilde: ProCyclingStats |                            |                          |            |
| Samlede stilling |                            |                          |            |
| Rytter | Rytter                     | Hold                     | Tid        |
| 1. | Ben Tulett                 | Ineos Grenadiers         | 9t 50' 45" |
| 2. | Magnus Sheffield           | Ineos Grenadiers         | + 5"       |
| 3. | Thibau Nys                 | Trek-Segafredo           | + 23"      |
| 4. | Attila Valter              | Jumbo-Visma              | + 24"      |
| 5. | Alexander Kamp             | Tudor Pro Cycling Team   | + 30"      |
| 6. | Rune Herregodts            | Intermarché-Circus-Wanty | + 31"      |
| 7. | Ådne Holter                | Uno-X Pro Cycling Team   | + 31"      |
| 8. | Mathias Vacek              | Trek-Segafredo           | + 32"      |
| 9. | Tobias Halland Johannessen | Uno-X Pro Cycling Team   | + 33"      |
| 10. | Marco Brenner              | Team DSM                 | + 36"      |

### Pointkonkurrencen
| Pointkonkurrence | Pointkonkurrence           | Pointkonkurrence       | Pointkonkurrence | Pointkonkurrence |
| Rytter           | Rytter                     | Hold                   | Point            |                  |
| ---------------- | -------------------------- | ---------------------- | ---------------- | ---------------- |
| 1.               | Thibau Nys                 | Trek-Segafredo         | 44 point         |                  |
| 2.               | Tobias Lund Andresen       | Team DSM               | 37 point         |                  |
| 3.               | Tobias Halland Johannessen | Uno-X Pro Cycling Team | 32 point         |                  |
| 4.               | Jordi Meeus                | Bora-Hansgrohe         | 32 point         |                  |
| 5.               | Ben Tulett                 | Ineos Grenadiers       | 30 point         |                  |
| 6.               | Magnus Sheffield           | Ineos Grenadiers       | 30 point         |                  |
| 7.               | Alexander Kamp             | Tudor Pro Cycling Team | 26 point         |                  |
| 8.               | Edward Planckaert          | Alpecin-Deceuninck     | 23 point         |                  |
| 9.               | Attila Valter              | Jumbo-Visma            | 20 point         |                  |
| 10.              | Mick van Dijke             | Jumbo-Visma            | 19 point         |                  |

### Bjergkonkurrencen
| Bjergkonkurrence | Bjergkonkurrence | Bjergkonkurrence                   | Bjergkonkurrence | Bjergkonkurrence |
| Rytter           | Rytter           | Hold                               | Point            |                  |
| ---------------- | ---------------- | ---------------------------------- | ---------------- | ---------------- |
| 1.               | Joel Nicolau     | Caja Rural-Seguros RGA             | 19 point         |                  |
| 2.               | Mathias Bregnhøj | Leopard TOGT Pro Cycling           | 15 point         |                  |
| 3.               | Torbjørn Røed    | Norge                              | 13 point         |                  |
| 4.               | Mathias Vacek    | Trek-Segafredo                     | 9 point          |                  |
| 5.               | Magnus Sheffield | Ineos Grenadiers                   | 9 point          |                  |
| 6.               | Ben Tulett       | Ineos Grenadiers                   | 8 point          |                  |
| 7.               | Ådne Holter      | Uno-X Pro Cycling Team             | 7 point          |                  |
| 8.               | Manuele Tarozzi  | Green Project-Bardiani CSF-Faizanè | 7 point          |                  |
| 9.               | Dries De Pooter  | Intermarché-Circus-Wanty           | 7 point          |                  |
| 10.              | Lorenzo Milesi   | Team DSM                           | 6 point          |                  |

### Ungdomskonkurrencen
| Ungdomskonkurrence | Ungdomskonkurrence     | Ungdomskonkurrence       | Ungdomskonkurrence | Ungdomskonkurrence |
| Rytter             | Rytter                 | Hold                     | Tid                |                    |
| ------------------ | ---------------------- | ------------------------ | ------------------ | ------------------ |
| 1.                 | Ben Tulett             | Ineos Grenadiers         | 9t 50' 45"         |                    |
| 2.                 | Magnus Sheffield       | Ineos Grenadiers         | + 5"               |                    |
| 3.                 | Thibau Nys             | Trek-Segafredo           | + 23"              |                    |
| 4.                 | Mathias Vacek          | Trek-Segafredo           | + 32"              |                    |
| 5.                 | Marco Brenner          | Team DSM                 | + 36"              |                    |
| 6.                 | Lorenzo Milesi         | Team DSM                 | + 49"              |                    |
| 7.                 | Axel Laurance          | Alpecin-Deceuninck       | + 1' 06"           |                    |
| 8.                 | Johannes Staune-Mittet | Jumbo-Visma              | + 1' 15"           |                    |
| 9.                 | Tobias Lund Andresen   | Team DSM                 | + 1' 31"           |                    |
| 10.                | Madis Mihkels          | Intermarché-Circus-Wanty | + 1' 39"           |                    |

### Holdkonkurrencen
| Holdkonkurrence | Holdkonkurrence          | Holdkonkurrence | Holdkonkurrence |
| Hold            | Hold                     | Tid             |                 |
| --------------- | ------------------------ | --------------- | --------------- |
| 1.              | EF Education-EasyPost    | 29t 34' 30"     |                 |
| 2.              | Uno-X Pro Cycling Team   | + 4"            |                 |
| 3.              | Ineos Grenadiers         | + 8"            |                 |
| 4.              | Team DSM                 | + 12"           |                 |
| 5.              | Jumbo-Visma              | + 20"           |                 |
| 6.              | Trek-Segafredo           | + 1' 01"        |                 |
| 7.              | Bora-Hansgrohe           | + 1' 07"        |                 |
| 8.              | Intermarché-Circus-Wanty | + 1' 14"        |                 |
| 9.              | Alpecin-Deceuninck       | + 1' 33"        |                 |
| 10.             | Tudor Pro Cycling Team   | + 1' 54"        |                 |

## Hold og ryttere
| UCI WorldTeams (8)- Alpecin-Deceuninck - Bora-Hansgrohe - EF Education-EasyPost - Ineos Grenadiers - Intermarché-Circus-Wanty - Jumbo-Visma - Team DSM - Trek-Segafredo UCI ProTeams (7)- Caja Rural-Seguros RGA - Green Project-Bardiani CSF-Faizanè - Human Powered Health - Q36.5 Pro Cycling Team - Team Flanders-Baloise - Tudor Pro Cycling Team - Uno-X Pro Cycling Team UCI Kontinentalhold (3)- Leopard TOGT Pro Cycling - Saint Piran - Team Coop-Repsol Landshold- Norge |
| |

### Danske ryttere
| Danske ryttere på startlisten |                       |                          |           |
| Rygnummer                     | Rytter                | Hold                     | Placering |
| 35                            | Michael Valgren       | EF Education-EasyPost    | 59        |
| 54                            | Tobias Lund Andresen  | Team DSM                 | 27        |
| 62                            | Asbjørn Hellemose     | Trek-Segafredo           | 60        |
| 143                           | Alexander Kamp        | Tudor Pro Cycling        | 5         |
| 151                           | Mathias Bregnhøj      | Leopard TOGT Pro Cycling | 62        |
| 153                           | Oliver Knudsen        | Leopard TOGT Pro Cycling | 68        |
| 154                           | Robin Juel Skivild    | Leopard TOGT Pro Cycling | 57        |
| 155                           | Kasper Viberg Søgaard | Leopard TOGT Pro Cycling | 103       |

* DNF = gennemførte ikke

### Startliste
| Alpecin-Deceuninck ADC | Alpecin-Deceuninck ADC    | Alpecin-Deceuninck ADC |
| ---------------------- | ------------------------- | ---------------------- |
| Nr.                    | Rytter                    | Placering              |
| 1                      | Maurice Ballerstedt (GER) | 83.                    |
| 2                      | Dries De Bondt (BEL)      | 99.                    |
| 3                      | Robbe Ghys (BEL)          | 77.                    |
| 4                      | Axel Laurance (FRA)       | 20.                    |
| 5                      | Edward Planckaert (BEL)   | 39.                    |
| 6                      | Luca Vergallito (ITA)     | 15.                    |

| Ineos Grenadiers IGD | Ineos Grenadiers IGD        | Ineos Grenadiers IGD |
| -------------------- | --------------------------- | -------------------- |
| Nr.                  | Rytter                      | Placering            |
| 11                   | Joshua Tarling (GBR)        | 43.                  |
| 12                   | Leo Hayter (GBR)            | 81.                  |
| 13                   | Luke Plapp (AUS) (landevej) | 108.                 |
| 14                   | Magnus Sheffield (USA)      | 2.                   |
| 15                   | Connor Swift (GBR)          | 65.                  |
| 16                   | Ben Tulett (GBR)            | 1.                   |

| Bora-Hansgrohe BOH | Bora-Hansgrohe BOH   | Bora-Hansgrohe BOH |
| ------------------ | -------------------- | ------------------ |
| Nr.                | Rytter               | Placering          |
| 21                 | Shane Archbold (NZL) | DNF-3              |
| 22                 | Marco Haller (AUT)   | 64.                |
| 23                 | Jordi Meeus (BEL)    | 35.                |
| 24                 | Ide Schelling (NED)  | 49.                |
| 25                 | Jonas Koch (GER)     | 26.                |
| 26                 | Ben Zwiehoff (GER)   | 12.                |

| EF Education-EasyPost EFE | EF Education-EasyPost EFE  | EF Education-EasyPost EFE |
| ------------------------- | -------------------------- | ------------------------- |
| Nr.                       | Rytter                     | Placering                 |
| 31                        | Odd Christian Eiking (NOR) | 11.                       |
| 32                        | Jens Keukeleire (BEL)      | 63.                       |
| 33                        | Jonas Rutsch (GER)         | 14.                       |
| 34                        | Georg Steinhauser (GER)    | DNS-3                     |
| 35                        | Michael Valgren (DEN)      | 59.                       |
| 36                        | Marijn van den Berg (NED)  | 17.                       |

| Jumbo-Visma TJV | Jumbo-Visma TJV                | Jumbo-Visma TJV |
| --------------- | ------------------------------ | --------------- |
| Nr.             | Rytter                         | Placering       |
| 41              | Johannes Staune-Mittet (NOR)   | 23.             |
| 42              | Gijs Leemreize (NED)           | 28.             |
| 43              | Mick van Dijke (NED)           | 16.             |
| 44              | Tosh Van der Sande (BEL)       | 94.             |
| 45              | Attila Valter (HUN) (landevej) | 4.              |
| 46              | Tim van Dijke (NED)            | 82.             |

| Team DSM DSM | Team DSM DSM               | Team DSM DSM |
| ------------ | -------------------------- | ------------ |
| Nr.          | Rytter                     | Placering    |
| 51           | Romain Combaud (FRA)       | 50.          |
| 52           | Marco Brenner (GER)        | 10.          |
| 53           | Sean Flynn (GBR)           | 88.          |
| 54           | Tobias Lund Andresen (DEN) | 27.          |
| 55           | Lorenzo Milesi (ITA)       | 13.          |
| 56           | Kevin Vermaerke (USA)      | 37.          |

| Trek-Segafredo TFS | Trek-Segafredo TFS      | Trek-Segafredo TFS |
| ------------------ | ----------------------- | ------------------ |
| Nr.                | Rytter                  | Placering          |
| 61                 | Markus Hoelgaard (NOR)  | 61.                |
| 62                 | Asbjørn Hellemose (DEN) | 60.                |
| 63                 | Thibau Nys (BEL)        | 3.                 |
| 64                 | Jasper Stuyven (BEL)    | 48.                |
| 65                 | Edward Theuns (BEL)     | 98.                |
| 66                 | Mathias Vacek (CZE)     | 8.                 |

| Intermarché-Circus-Wanty ICW | Intermarché-Circus-Wanty ICW | Intermarché-Circus-Wanty ICW |
| ---------------------------- | ---------------------------- | ---------------------------- |
| Nr.                          | Rytter                       | Placering                    |
| 71                           | Dries De Pooter (BEL)        | 91.                          |
| 72                           | Rune Herregodts (BEL)        | 6.                           |
| 73                           | Madis Mihkels (EST)          | 30.                          |
| 74                           | Tom Paquot (BEL)             | 95.                          |
| 75                           | Adrien Petit (FRA)           | 100.                         |
| 76                           | Mike Teunissen (NED)         | 19.                          |

| Uno-X Pro Cycling Team UXT | Uno-X Pro Cycling Team UXT       | Uno-X Pro Cycling Team UXT |
| -------------------------- | -------------------------------- | -------------------------- |
| Nr.                        | Rytter                           | Placering                  |
| 81                         | Alexander Kristoff (NOR)         | 80.                        |
| 82                         | Ådne Holter (NOR)                | 7.                         |
| 83                         | Anders Halland Johannessen (NOR) | 84.                        |
| 84                         | Tobias Halland Johannessen (NOR) | 9.                         |
| 85                         | Martin Bugge Urianstad (NOR)     | 79.                        |
| 86                         | Rasmus Tiller (NOR) (landevej)   | 29.                        |

| Caja Rural-Seguros RGA CJR | Caja Rural-Seguros RGA CJR     | Caja Rural-Seguros RGA CJR |
| -------------------------- | ------------------------------ | -------------------------- |
| Nr.                        | Rytter                         | Placering                  |
| 91                         | Julen Amezqueta (ESP)          | 41.                        |
| 92                         | Jefferson Alveiro Cepeda (ECU) | 42.                        |
| 93                         | Calum Johnston (GBR)           | 74.                        |
| 94                         | Joel Nicolau (ESP)             | 101.                       |
| 95                         | Fernando Barceló (ESP)         | 58.                        |
| 96                         | Eduard Prades (ESP)            | 32.                        |

| Green Project-Bardiani CSF-Faizanè BCF | Green Project-Bardiani CSF-Faizanè BCF | Green Project-Bardiani CSF-Faizanè BCF |
| -------------------------------------- | -------------------------------------- | -------------------------------------- |
| Nr.                                    | Rytter                                 | Placering                              |
| 101                                    | Luca Colnaghi (ITA)                    | 54.                                    |
| 102                                    | Riccardo Lucca (ITA)                   | 96.                                    |
| 103                                    | Luca Rastelli (ITA)                    | 70.                                    |
| 104                                    | Manuele Tarozzi (ITA)                  | 75.                                    |
| 105                                    | Alex Tolio (ITA)                       | 40.                                    |
| 106                                    | Enrico Zanoncello (ITA)                | 102.                                   |

| Human Powered Health HPM | Human Powered Health HPM    | Human Powered Health HPM |
| ------------------------ | --------------------------- | ------------------------ |
| Nr.                      | Rytter                      | Placering                |
| 111                      | Kristian Aasvold (NOR)      | 45.                      |
| 112                      | Stephen Bassett (USA)       | 55.                      |
| 113                      | August Jensen (NOR)         | 56.                      |
| 114                      | Bart Lemmen (NED)           | 21.                      |
| 115                      | Sebastian Schönberger (AUT) | 36.                      |
| 116                      | Chad Haga (USA)             | 106.                     |

| Q36.5 Pro Cycling Team Q36 | Q36.5 Pro Cycling Team Q36 | Q36.5 Pro Cycling Team Q36 |
| -------------------------- | -------------------------- | -------------------------- |
| Nr.                        | Rytter                     | Placering                  |
| 121                        | Carl Fredrik Hagen (NOR)   | 18.                        |
| 122                        | Walter Calzoni (ITA)       | 46.                        |
| 123                        | Alessandro Fedeli (ITA)    | 31.                        |
| 124                        | Tobias Ludvigsson (SWE)    | 44.                        |
| 125                        | Kamil Małecki (POL)        | 90.                        |
| 126                        | Nickolas Zukowsky (CAN)    | 34.                        |

| Team Flanders-Baloise TFB | Team Flanders-Baloise TFB | Team Flanders-Baloise TFB |
| ------------------------- | ------------------------- | ------------------------- |
| Nr.                       | Rytter                    | Placering                 |
| 131                       | Arno Claeys (BEL)         | 78.                       |
| 132                       | Vincent Van Hemelen (BEL) | 85.                       |
| 133                       | Vito Braet (BEL)          | 24.                       |
| 134                       | Aaron Van Poucke (BEL)    | DNF-2                     |
| 135                       | Elias Maris (BEL)         | 51.                       |

| Tudor Pro Cycling Team TUD | Tudor Pro Cycling Team TUD        | Tudor Pro Cycling Team TUD |
| -------------------------- | --------------------------------- | -------------------------- |
| Nr.                        | Rytter                            | Placering                  |
| 141                        | Jacob Eriksson (SWE)              | 47.                        |
| 142                        | Lucas Eriksson (SWE) (landevej)   | 22.                        |
| 143                        | Alexander Kamp (DEN) (landevej)   | 5.                         |
| 144                        | Robin Froidevaux (SUI) (landevej) | 53.                        |
| 145                        | Arthur Kluckers (LUX)             | 52.                        |
| 146                        | Roland Thalmann (SUI)             | 73.                        |

| Leopard TOGT Pro Cycling LTP | Leopard TOGT Pro Cycling LTP | Leopard TOGT Pro Cycling LTP |
| ---------------------------- | ---------------------------- | ---------------------------- |
| Nr.                          | Rytter                       | Placering                    |
| 151                          | Mathias Bregnhøj (DEN)       | 62.                          |
| 152                          | Miguel Heidemann (GER)       | 67.                          |
| 153                          | Oliver Knudsen (DEN)         | 68.                          |
| 154                          | Robin Juel Skivild (DEN)     | 57.                          |
| 155                          | Kasper Viberg Søgaard (DEN)  | 103.                         |
| 156                          | Nick van der Lijke (NED)     | 25.                          |

| Saint Piran SPC | Saint Piran SPC            | Saint Piran SPC |
| --------------- | -------------------------- | --------------- |
| Nr.             | Rytter                     | Placering       |
| 161             | Harry Birchill (GBR)       | 89.             |
| 162             | Zeb Kyffin (GBR)           | 76.             |
| 163             | Alexander Richardson (GBR) | DNS-3           |
| 164             | Bradley Symonds (GBR)      | 87.             |
| 165             | Jack Rootkin-Gray (GBR)    | DNS-3           |
| 166             | William Tidball (GBR)      | 93.             |

| Team Coop-Repsol TCR | Team Coop-Repsol TCR              | Team Coop-Repsol TCR |
| -------------------- | --------------------------------- | -------------------- |
| Nr.                  | Rytter                            | Placering            |
| 171                  | Håkon Aalrust (NOR)               | 97.                  |
| 172                  | Cedrik Bakke Christophersen (NOR) | 33.                  |
| 173                  | André Drege (NOR)                 | 66.                  |
| 174                  | Kalle Kvam (NOR)                  | 105.                 |
| 175                  | Eirik Lunder (NOR)                | 107.                 |
| 176                  | Magnus Wæhre (NOR)                | 71.                  |

| Norge NOR | Norge NOR                | Norge NOR |
| --------- | ------------------------ | --------- |
| Nr.       | Rytter                   | Placering |
| 181       | Eirik Vang Aas           | 104.      |
| 182       | Trym Brennsæter          | 38.       |
| 183       | Simen Evertsen-Hegreberg | 86.       |
| 184       | Ludvik Holstad           | 92.       |
| 185       | Torbjørn Røed            | 69.       |
| 186       | Halvor Dolven            | 72.       |

| Alpecin-Deceuninck ADC | Alpecin-Deceuninck ADC    | Alpecin-Deceuninck ADC |
| ---------------------- | ------------------------- | ---------------------- |
| Nr.                    | Rytter                    | Placering              |
| 1                      | Maurice Ballerstedt (GER) | 83.                    |
| 2                      | Dries De Bondt (BEL)      | 99.                    |
| 3                      | Robbe Ghys (BEL)          | 77.                    |
| 4                      | Axel Laurance (FRA)       | 20.                    |
| 5                      | Edward Planckaert (BEL)   | 39.                    |
| 6                      | Luca Vergallito (ITA)     | 15.                    |

| Ineos Grenadiers IGD | Ineos Grenadiers IGD        | Ineos Grenadiers IGD |
| -------------------- | --------------------------- | -------------------- |
| Nr.                  | Rytter                      | Placering            |
| 11                   | Joshua Tarling (GBR)        | 43.                  |
| 12                   | Leo Hayter (GBR)            | 81.                  |
| 13                   | Luke Plapp (AUS) (landevej) | 108.                 |
| 14                   | Magnus Sheffield (USA)      | 2.                   |
| 15                   | Connor Swift (GBR)          | 65.                  |
| 16                   | Ben Tulett (GBR)            | 1.                   |

| Bora-Hansgrohe BOH | Bora-Hansgrohe BOH   | Bora-Hansgrohe BOH |
| ------------------ | -------------------- | ------------------ |
| Nr.                | Rytter               | Placering          |
| 21                 | Shane Archbold (NZL) | DNF-3              |
| 22                 | Marco Haller (AUT)   | 64.                |
| 23                 | Jordi Meeus (BEL)    | 35.                |
| 24                 | Ide Schelling (NED)  | 49.                |
| 25                 | Jonas Koch (GER)     | 26.                |
| 26                 | Ben Zwiehoff (GER)   | 12.                |

| EF Education-EasyPost EFE | EF Education-EasyPost EFE  | EF Education-EasyPost EFE |
| ------------------------- | -------------------------- | ------------------------- |
| Nr.                       | Rytter                     | Placering                 |
| 31                        | Odd Christian Eiking (NOR) | 11.                       |
| 32                        | Jens Keukeleire (BEL)      | 63.                       |
| 33                        | Jonas Rutsch (GER)         | 14.                       |
| 34                        | Georg Steinhauser (GER)    | DNS-3                     |
| 35                        | Michael Valgren (DEN)      | 59.                       |
| 36                        | Marijn van den Berg (NED)  | 17.                       |

| Jumbo-Visma TJV | Jumbo-Visma TJV                | Jumbo-Visma TJV |
| --------------- | ------------------------------ | --------------- |
| Nr.             | Rytter                         | Placering       |
| 41              | Johannes Staune-Mittet (NOR)   | 23.             |
| 42              | Gijs Leemreize (NED)           | 28.             |
| 43              | Mick van Dijke (NED)           | 16.             |
| 44              | Tosh Van der Sande (BEL)       | 94.             |
| 45              | Attila Valter (HUN) (landevej) | 4.              |
| 46              | Tim van Dijke (NED)            | 82.             |

| Team DSM DSM | Team DSM DSM               | Team DSM DSM |
| ------------ | -------------------------- | ------------ |
| Nr.          | Rytter                     | Placering    |
| 51           | Romain Combaud (FRA)       | 50.          |
| 52           | Marco Brenner (GER)        | 10.          |
| 53           | Sean Flynn (GBR)           | 88.          |
| 54           | Tobias Lund Andresen (DEN) | 27.          |
| 55           | Lorenzo Milesi (ITA)       | 13.          |
| 56           | Kevin Vermaerke (USA)      | 37.          |

| Trek-Segafredo TFS | Trek-Segafredo TFS      | Trek-Segafredo TFS |
| ------------------ | ----------------------- | ------------------ |
| Nr.                | Rytter                  | Placering          |
| 61                 | Markus Hoelgaard (NOR)  | 61.                |
| 62                 | Asbjørn Hellemose (DEN) | 60.                |
| 63                 | Thibau Nys (BEL)        | 3.                 |
| 64                 | Jasper Stuyven (BEL)    | 48.                |
| 65                 | Edward Theuns (BEL)     | 98.                |
| 66                 | Mathias Vacek (CZE)     | 8.                 |

| Intermarché-Circus-Wanty ICW | Intermarché-Circus-Wanty ICW | Intermarché-Circus-Wanty ICW |
| ---------------------------- | ---------------------------- | ---------------------------- |
| Nr.                          | Rytter                       | Placering                    |
| 71                           | Dries De Pooter (BEL)        | 91.                          |
| 72                           | Rune Herregodts (BEL)        | 6.                           |
| 73                           | Madis Mihkels (EST)          | 30.                          |
| 74                           | Tom Paquot (BEL)             | 95.                          |
| 75                           | Adrien Petit (FRA)           | 100.                         |
| 76                           | Mike Teunissen (NED)         | 19.                          |

| Uno-X Pro Cycling Team UXT | Uno-X Pro Cycling Team UXT       | Uno-X Pro Cycling Team UXT |
| -------------------------- | -------------------------------- | -------------------------- |
| Nr.                        | Rytter                           | Placering                  |
| 81                         | Alexander Kristoff (NOR)         | 80.                        |
| 82                         | Ådne Holter (NOR)                | 7.                         |
| 83                         | Anders Halland Johannessen (NOR) | 84.                        |
| 84                         | Tobias Halland Johannessen (NOR) | 9.                         |
| 85                         | Martin Bugge Urianstad (NOR)     | 79.                        |
| 86                         | Rasmus Tiller (NOR) (landevej)   | 29.                        |

| Caja Rural-Seguros RGA CJR | Caja Rural-Seguros RGA CJR     | Caja Rural-Seguros RGA CJR |
| -------------------------- | ------------------------------ | -------------------------- |
| Nr.                        | Rytter                         | Placering                  |
| 91                         | Julen Amezqueta (ESP)          | 41.                        |
| 92                         | Jefferson Alveiro Cepeda (ECU) | 42.                        |
| 93                         | Calum Johnston (GBR)           | 74.                        |
| 94                         | Joel Nicolau (ESP)             | 101.                       |
| 95                         | Fernando Barceló (ESP)         | 58.                        |
| 96                         | Eduard Prades (ESP)            | 32.                        |

| Green Project-Bardiani CSF-Faizanè BCF | Green Project-Bardiani CSF-Faizanè BCF | Green Project-Bardiani CSF-Faizanè BCF |
| -------------------------------------- | -------------------------------------- | -------------------------------------- |
| Nr.                                    | Rytter                                 | Placering                              |
| 101                                    | Luca Colnaghi (ITA)                    | 54.                                    |
| 102                                    | Riccardo Lucca (ITA)                   | 96.                                    |
| 103                                    | Luca Rastelli (ITA)                    | 70.                                    |
| 104                                    | Manuele Tarozzi (ITA)                  | 75.                                    |
| 105                                    | Alex Tolio (ITA)                       | 40.                                    |
| 106                                    | Enrico Zanoncello (ITA)                | 102.                                   |

| Human Powered Health HPM | Human Powered Health HPM    | Human Powered Health HPM |
| ------------------------ | --------------------------- | ------------------------ |
| Nr.                      | Rytter                      | Placering                |
| 111                      | Kristian Aasvold (NOR)      | 45.                      |
| 112                      | Stephen Bassett (USA)       | 55.                      |
| 113                      | August Jensen (NOR)         | 56.                      |
| 114                      | Bart Lemmen (NED)           | 21.                      |
| 115                      | Sebastian Schönberger (AUT) | 36.                      |
| 116                      | Chad Haga (USA)             | 106.                     |

| Q36.5 Pro Cycling Team Q36 | Q36.5 Pro Cycling Team Q36 | Q36.5 Pro Cycling Team Q36 |
| -------------------------- | -------------------------- | -------------------------- |
| Nr.                        | Rytter                     | Placering                  |
| 121                        | Carl Fredrik Hagen (NOR)   | 18.                        |
| 122                        | Walter Calzoni (ITA)       | 46.                        |
| 123                        | Alessandro Fedeli (ITA)    | 31.                        |
| 124                        | Tobias Ludvigsson (SWE)    | 44.                        |
| 125                        | Kamil Małecki (POL)        | 90.                        |
| 126                        | Nickolas Zukowsky (CAN)    | 34.                        |

| Team Flanders-Baloise TFB | Team Flanders-Baloise TFB | Team Flanders-Baloise TFB |
| ------------------------- | ------------------------- | ------------------------- |
| Nr.                       | Rytter                    | Placering                 |
| 131                       | Arno Claeys (BEL)         | 78.                       |
| 132                       | Vincent Van Hemelen (BEL) | 85.                       |
| 133                       | Vito Braet (BEL)          | 24.                       |
| 134                       | Aaron Van Poucke (BEL)    | DNF-2                     |
| 135                       | Elias Maris (BEL)         | 51.                       |

| Tudor Pro Cycling Team TUD | Tudor Pro Cycling Team TUD        | Tudor Pro Cycling Team TUD |
| -------------------------- | --------------------------------- | -------------------------- |
| Nr.                        | Rytter                            | Placering                  |
| 141                        | Jacob Eriksson (SWE)              | 47.                        |
| 142                        | Lucas Eriksson (SWE) (landevej)   | 22.                        |
| 143                        | Alexander Kamp (DEN) (landevej)   | 5.                         |
| 144                        | Robin Froidevaux (SUI) (landevej) | 53.                        |
| 145                        | Arthur Kluckers (LUX)             | 52.                        |
| 146                        | Roland Thalmann (SUI)             | 73.                        |

| Leopard TOGT Pro Cycling LTP | Leopard TOGT Pro Cycling LTP | Leopard TOGT Pro Cycling LTP |
| ---------------------------- | ---------------------------- | ---------------------------- |
| Nr.                          | Rytter                       | Placering                    |
| 151                          | Mathias Bregnhøj (DEN)       | 62.                          |
| 152                          | Miguel Heidemann (GER)       | 67.                          |
| 153                          | Oliver Knudsen (DEN)         | 68.                          |
| 154                          | Robin Juel Skivild (DEN)     | 57.                          |
| 155                          | Kasper Viberg Søgaard (DEN)  | 103.                         |
| 156                          | Nick van der Lijke (NED)     | 25.                          |

| Saint Piran SPC | Saint Piran SPC            | Saint Piran SPC |
| --------------- | -------------------------- | --------------- |
| Nr.             | Rytter                     | Placering       |
| 161             | Harry Birchill (GBR)       | 89.             |
| 162             | Zeb Kyffin (GBR)           | 76.             |
| 163             | Alexander Richardson (GBR) | DNS-3           |
| 164             | Bradley Symonds (GBR)      | 87.             |
| 165             | Jack Rootkin-Gray (GBR)    | DNS-3           |
| 166             | William Tidball (GBR)      | 93.             |

| Team Coop-Repsol TCR | Team Coop-Repsol TCR              | Team Coop-Repsol TCR |
| -------------------- | --------------------------------- | -------------------- |
| Nr.                  | Rytter                            | Placering            |
| 171                  | Håkon Aalrust (NOR)               | 97.                  |
| 172                  | Cedrik Bakke Christophersen (NOR) | 33.                  |
| 173                  | André Drege (NOR)                 | 66.                  |
| 174                  | Kalle Kvam (NOR)                  | 105.                 |
| 175                  | Eirik Lunder (NOR)                | 107.                 |
| 176                  | Magnus Wæhre (NOR)                | 71.                  |

| Norge NOR | Norge NOR                | Norge NOR |
| --------- | ------------------------ | --------- |
| Nr.       | Rytter                   | Placering |
| 181       | Eirik Vang Aas           | 104.      |
| 182       | Trym Brennsæter          | 38.       |
| 183       | Simen Evertsen-Hegreberg | 86.       |
| 184       | Ludvik Holstad           | 92.       |
| 185       | Torbjørn Røed            | 69.       |
| 186       | Halvor Dolven            | 72.       |